# Cyril Nzama
Cyril Nzama, né le 26 juin 1974 à Soweto (Afrique du Sud), est un footballeur sud-africain.